# Avenida Elmer Faucett
La avenida Elmer Faucett es una de las principales avenidas del área metropolitana de Lima, en el Perú. Se extiende de norte a sur, y conecta los distritos chalacos del Callao, Carmen de la Legua y Bellavista, con el distrito limeño de San Miguel.

## Historia
La pista empezó su construcción de tierra a asfalto en la década de 1960, en que fue inaugurada el 15 de septiembre de 1962.
El 21 de junio de 1999, la municipalidad del Callao convocó un concurso de concesión de la avenida y se adjudicó a la empresa Convial Callao. El 22 de mayo del 2008, se suspendió el cobro de peaje, y el 18 de julio de 2012, se retiraron las garitas de peaje. Asimismo, desde el 21 de julio de 2012, la vía está fiscalizada por equipos electrónicos de tránsito vehicular.
El 20 de diciembre de 2014, se inició con una marcha blanca la operación del corredor Faucett - La Marina - Javier Prado del Sistema Integrado de Transporte de Lima.
El 15 de mayo de 2023, se restringió el tránsito entre Óvalo Cantolao (Néstor Gambetta) y Cusco para la obra de un pozo de ventilación PV1B.
El 20 de noviembre de 2023, se inició el desvío del tránsito entre la avenida Canadá hasta la calle Aviación por los trabajos de construcción de las estaciones Canta Callao y Bocanegra, así como de tres pozos de ventilación del Metro de Lima y Callao.
El 16 de junio de 2024 se inició el plan de desvío vehicular en la avenida para la construcción de las estaciones El Olivar y Quilca.

## Recorrido
Se inicia en el óvalo 200 Millas en el Callao, punto de interconexión con la avenida Néstor Gambetta. En sus primeras cuadras, predominan zonas medianamente urbanizadas. Entre la avenida Canta Callao y el río Rímac, se encuentran las sedes de algunas industrias y la Sede Central del Gobierno Regional del Callao.
En la intersección con la avenida Tomás Valle (vía que conecta el aeropuerto con Lima Norte, Lima Este, el distrito del Rímac y el centro histórico de Lima), estuvo ubicado el acceso principal hacia el aeropuerto Jorge Chávez. El tramo comprendido entre el río Rímac y la avenida de La Marina, se caracteriza por contener zonas residenciales, y ser la vía más transitada por turistas extranjeros y personalidades importantes. En la avenida Venezuela, se inicia el tramo perteneciente al distrito limeño de San Miguel.
Las últimas cuadras de la vía, mantienen su predominio residencial. El recorrido finaliza en el Parque de las Naciones, ubicado en la intersección con la avenida de La Marina.